# Oxyhammus kolbei
Oxyhammus kolbei är en skalbaggsart som beskrevs av Stefan von Breuning 1961. Oxyhammus kolbei ingår i släktet Oxyhammus och familjen långhorningar. Inga underarter finns listade i Catalogue of Life.